# Каменка (Чечерский район)
Каменка (бел. Каменка) — деревня в Чечерском районе Гомельской области Белоруссии. Входит в состав Залесского сельсовета.
Рядом расположено Каменковское месторождение мела (56,6 млн т).

## География

### Расположение
В 11 км на северо-восток от Чечерска, 48 км от железнодорожной станции Буда-Кошелёвская (на линии Гомель — Жлобин), 76 км от Гомеля.

### Гидрография
На реке Молинка (приток реки Покать).

## Транспортная сеть
Транспортные связи по просёлочной, затем автодороге Полесье — Чечерск. Планировка состоит из 2 почти параллельных между собой широтных улиц, к которым на западе присоединяется меридиональноя улица. Застройка двусторонняя, неплотная, деревянная, усадебного типа.

## История
Согласно письменным источникам известна с XIX века как селение в Покотской волости Гомельского уезда Могилёвской губернии. С 1832 года действовал трактир, с 1880 года — хлебозапасный магазин. В 1871 году жители захватили помещичий лес, о чём граф И. И. Чернышов-Кругликов сообщал министру внутренних дел. Согласно переписи 1897 года действовали школа грамоты. В 1909 году деревня Каменка Малинская, 619 десятин земли, мельница.
В 1926 году работали почтовый пункт, начальная школа. С 8 декабря 1926 года до 30 декабря 1927 года центр Каменского сельсовета Чечерского района Гомельского округа. В 1930 году организован колхоз «Пролетарский путь», работала паровая мельница. Во время Великой Отечественной войны каратели убили 6 жителей и вывезли 21 жителя в Германию на принудительные работы. В 1969 году в деревню переселились жители посёлок Чапаева. В составе совхоза «Беляевский» (центр — деревня Беляевка). Располагался клуб.

## Население

### Численность
- 2004 год — 86 хозяйств, 176 жителей.

### Динамика
- 1897 год — 67 дворов, 486 жителей (согласно переписи).
- 1909 год — 88 дворов, 640 жителей.
- 1926 год — 143 двора, 840 жителей.
- 1959 год — 576 жителей (согласно переписи).
- 2004 год — 86 хозяйств, 176 жителей.